# Пол Роджерс
Пол Бернард Роджерс (англ. Paul Bernard Rodgers; 17 грудня 1949, Мідлсбро, Англія) — британський рок- та блюзовий співак, музикант і автор пісень. Найбільш відомий як учасник гуртів «Free» та «Bad Company», до складу яких він входив у 1970-х роках. У 2004—2009 роках виконував вокальні партії у проєкті Queen + Пол Роджерс. В 2009 році повернувся до гурту Bad Company.

## Ранні роки
Пол Роджерс народився 17 грудня 1949 року в місті Мідлсбро, що знаходиться на північному заході Англії. В дитинстві грав на бас-гітарі (пізніше став вокалістом) у місцевому гурті «The Roadrunners», який перед виходом на сцену в Лондоні змінив назву на «The Wildflowers» (укр. Дикі квіти). Окрім Пола Роджерса, до складу цього гурту входили також Мікі Мудді та Брюс Томас.
Як музикант та автор пісень Роджерс залишив свій слід на британській музичній сцені у 1968 році завдяки співпраці з гуртом «Free» (укр. Вільний). Після першого розпаду «Free» 1971 року Роджерс створив гурт під назвою «Peace» (укр. Мир). Разом з бас — гітаристом Стюартом Макдональдом і барабанщиком Міком Андервудом він грав на гітарі та виконував вокальні партії.
Гурт «Peace» виступив в підтримку британського туру «Mott the Hoople» в 1971 році. Проте, розпався на початку 1972 року. Дві пісні гурту «Peace» увійшли до їх п'ятої платівки «Songs of Yesterday» разом із піснею Пола Роджерса, яку він записав з «The Maytals».

## Bad Company
Гурт «Bad Company» (укр. Лихе товариство) Пол Роджерс створив у серпні 1973 року разом із Міком Ральфсом, колишнім гітаристом «Mott the Hoople». До його складу також ввійшли друг Роджерса із гурту «Free», барабанщик Саймон Кірк, а також Боз Баррел, колишній вокаліст та бас-гітарист «King Crimson». «Bad Company» гастролювали впродовж 1973—1982 років і випустили декілька хітів: «Can't Get Enough», «Feel Like Makin' Love», «Bad Company», «Shooting Star», та «Run with the Pack».
В доробку «Bad Company» було шість платинових альбомів. Роджерс покинув гурт в 1982 році, заявивши, що хоче провести час зі своєю сім'єю.

## 1980— 90-ті роки
В жовтні 1983 року Пол Роджерс випустив свій перший сольний альбом «LP Cut Loose». Він власноручно написав всю музику та зіграв на всіх інструментах спеціально для свого альбому. Альбом досяг 135-го рівня в чарті поп-альбомів Billboard. В цей час він також почав співпрацювати з Джиммі Пейджем. Разом вони створили гурт «The Firm». Гурт випустив два альбоми  — «The Firm» та «Mean Business». У складі «The Firm» Роджерс випустив такі сингли, як «Radioactive», «Satisfaction Guaranteed» та «All The King's Horses».
Його другий сольний альбом — «Muddy Water Blues: Tribute Muddy Waters» було випущене в 1993 році. Він був номінований на Греммі. До Роджерса, у записі цього альбому долучилися такі гітаристи, як Браян Мей, Гері Мур, Девід Гілмор, Джефф Бек, Стів Міллер, Бадді Гай, Річі Самбора, Браян Сетцер, Слеш, Ніл Шон та Тревор Рабін.
У 1995 році Роджерс створив новий гурт, до складу якого увійшли Джаз Локрі, Джиммі Коплі та Джефф Уайтхорн. Гурт отримав назву «The Paul Rodgers Band». Гурт неодноразово гастролював Європою, США та Великою Британією включно до 1998 року і випустив три альбоми. Їх сингл «Soul of Love» залишався в ротації на більш, ніж 86 американських радіостанціях впродовж шести місяців.
Світове турне Роджерса 1997 року включало Канаду, Японію, США, Велику Британію, Німеччину, Францію, Румунію, Болгарію, Росію, Ізраїль, Бразилію, Грецію та Аргентину.

## 2000—2003
В 2000 році Роджерс зосередився на своїй сольній кар'єрі та випустив свій шостий сольний альбом під назвою «Electric». Того ж року він дав концерти в Англії, Шотландії, Австралії, США та Канаді.
Навесні 2001 Роджерс повернувся в Австралію, Англію та Шотландію для другого туру концертної програми. Того ж літа він здійснив подорож по США з гуртом «Bad Company».
В 2002 році Пол Роджерс та «Bad Company» випустили свій перший офіційний концертний альбом в In Concert: Merchants of Cool. В 2002 Роджерс двічі виступав на британському телешоу «Top of the Pops 2».
В 2003 році співак гастролював як сольний виконавець вперше за два роки. Його гурт складався з гітариста Говарда Ліза, басиста Лінна Соренсена та барабанщика Джеффа Катана.
Джулс Голланд запросив Роджерса записати трек «I Told The Truth» для альбому Голланда «Small World Big Band». В записі альбому також брали участь Ерік Клептон, Ронні Вуд, Пітер Ґебріел, Майкл Макдональд, Рінго Старр та інші.

### Співпраця з Queen
На початку 2004 року Роджерс приєднався до Мітча Мітчелла, Біллі Кокса, Джо Сатріані, Джеррі Кантрелла та легенди блюзу Хуберта Сумліна і виступив з трьома аншлаговими шоу в Сіетлі, Портленді і Сан-Франциско. Наприкінці 2004 британський рок-гурт «Queen» запропонував Роджерсу співпрацю. Таким чином, Роджерс приєднався до Браяна Мея та Роджера Тейлора, а проект отримав назву «Queen + Пол Роджерс». Вони гастролювали по всьому світу в 2005—2006 роках.
Як наслідок, гурт випустив концертний альбом з піснями «Queen», «Bad Company» та «Free», що отримав назву «Return of the Champions». Влітку 2006 Роджерс знову зосередився на своїй сольній кар'єрі. Його світове турне розпочалось в червні, у місті Остін, штат Техас, США, а закінчилось в Глазго, Шотландія, в жовтні 2006 року. У квітні 2007 року, Роджерс випустив концертний альбом свого турне 2006 року «Live in Glasgow», записаний в Глазго 13 жовтня 2006 року. Він також був суддею шостої та сьомої щорічної премії «Independent  Music Awards» в честь підтримки незалежних музикантів.
27 червня 2008 року у складі «Queen» виступив з концертом для Нельсона Мандели, присвячений його 90-річчю. 14 травня 2009 року Роджерс заявив, що він закінчує своє п'ятирічну співпрацю з «Queen», проте не виключає можливості попрацювати з гуртом знову. 17 листопада 2009 року стало відомо, що він приєднається до учасників «Bad Company», що залишились в живих на восьмиденний тур по Великій Британії у квітні 2010 року. 5 червня 2010 року Роджерс розпочав міні-тур по Каліфорнії. Через тиждень, 12 червня, він зі своєю групою з'явився в ролі хедлайнерів на ярмарку в Сан-Дієго, Каліфорнія. В квітні 2011 року Роджерс здійснив сольний тур по Великій Британії з Джо Елліоттом.
В травні 2011 року Роджерс отримав нагороду Айвор Новелло за «великий внесок у британську музику». В 2014 році він знову гастролював з «Bad Company». В травні 2017 Пол Роджерс вирушив у британський тур «Free Spirit UK».

## Особисте життя
В 1971 році Пол Роджерс одружився з Мачіко Сімідзу. Від цього шлюбу у нього є двоє дітей — Стів та Жасмін. Його діти також музиканти. У 1990 — х роках вони створили гурт «Bôa». У Роджерса є ще одна дитина від попередніх стосунків, яка живе у його рідному місті Мідлсбро, Англія. Пол Роджерс і Мачіко Сімідзу розлучились в 1996 році.
26 вересня 2007 року Роджерс одружився з колишньою моделлю Синтією Керелюк.
В 2011 отримав громадянство Канади і проживає в графстві Суррей, Британська Колумбія.

## Дискографія

### Сольна кар'єра
| Назва                                                                              | Рік                       |
| ---------------------------------------------------------------------------------- | ------------------------- |
| Cut Loose                                                                          | 1983                      |
| The Hendrix Set (live EP)                                                          | 1993                      |
| Muddy Water Blues: A Tribute to Muddy Waters                                       | 1993                      |
| Live: The Loreley Tapes (live album) / Наживо: Записи Лореляй                      | 1996                      |
| Paul Rodgers and Friends: Live at Montreux / Пол Роджерс та друзі: Наживо в Монтре | 1994, відредагований 2011 |
| Now / Тепер                                                                        | 1997                      |
| Now and Live 2CD compilation / Тепер та Наживо 2CD                                 | 1997                      |
| Electric / Електричний                                                             | 2000                      |
| Extended Versions (live album) / Розширені версії (жива музика)                    | 2006                      |
| Live in Glasgow / Наживо в Глазго                                                  | 2007                      |
| Live at Hammersmith Apollo 2009 / Наживо в Хаммерсміт Аполло                       | 2010                      |
| The Royal Sessions                                                                 | 2014                      |

### У складі гурту «Free»
| Назва                                             | Рік  |
| ------------------------------------------------- | ---- |
| Tons of Sobs / Багато ридань                      | 1969 |
| Free / Вільний                                    | 1969 |
| Fire and Water / Вогонь і вода                    | 1970 |
| Highway / Шосе                                    | 1970 |
| Free Live! (live album) / «Вільний» (жива музика) | 1971 |
| Free at Last                                      | 1972 |
| Heartbreaker / Серцеїд                            | 1973 |
| The Free Story                                    | 1973 |
| The Best of Free / Найкраще від гурту «Free»      | 1991 |

### У складі гурту «Bad Company»
| Назва                                                              | Рік                                            |
| ------------------------------------------------------------------ | ---------------------------------------------- |
| Bad Company / Погана компанія                                      | 1974                                           |
| Straight Shooter / Влучний стрілець                                | 1975                                           |
| Run With the Pack / Біг з пакетом                                  | 1976                                           |
| Burnin' Sky / Небо горить                                          | 1977                                           |
| Desolation Angels / Ангели спустошення                             | 1979                                           |
| Rough Diamonds / Необроблені діаманти                              | 1982                                           |
| The 'Original' Bad Co. Anthology (compilation CD)                  | 1999, produced by Paul Rodgers for Bad Company |
| In Concert: Merchants of Cool                                      | 2002                                           |
| Hard Rock Live / Хард — рок наживо                                 | 2010                                           |
| Live at Wembley / Наживо на Вемблі                                 | 2011                                           |
| Live in Concert 1977 & 1979 / Наживо (концерти 1977 та 1979 років) | 2016                                           |

### У складі гурту «The Firm»
| Назва                                                         | Рік         |
| ------------------------------------------------------------- | ----------- |
| The Firm                                                      | 1985        |
| Mean Business / Серйозні наміри                               | 1986        |
| The Firm Live at Hammersmith 1984 / Наживо в Хаммерсміті 1984 | (DVD, 1984) |
| Five From the Firm                                            | (DVD, 1986) |

### У складі гурту «The Law»
| Назва           | Рік  |
| --------------- | ---- |
| The Law / Закон | 1991 |

### У співпраці з гуртом «Queen»
Концертні альбоми:

| Назва                                          | Рік                          |
| ---------------------------------------------- | ---------------------------- |
| Return of the Champions / Повернення чемпіонів | (CD/LP/DVD, 2005)            |
| Super Live in Japan / Наживо в Японії          | (DVD, 2006; лише для Японії) |
| Live in Ukraine / Наживо в Україні             | (CD/DVD, 2009)               |

Студійні альбоми:
| Назва            | Рік        |
| ---------------- | ---------- |
| The Cosmos Rocks | (CD, 2008) |

Інші альбоми:
| Назва                      | Рік                |
| -------------------------- | ------------------ |
| The A-Z of Queen, Volume 1 | (лише 2 DVD треки) |

### Сингли
| Назва                                                       | Рік                                   |
| ----------------------------------------------------------- | ------------------------------------- |
| Rock Therapy «Reaching out» / Рок — терапія «До тебе»       | (з Браяном Меєм + Сингл 1996)         |
| «Reachin' Out» / «Tie Your Mother Down» / Зв'яжи свою матір | (CD сингл, 2005, лише для Європи)     |
| «Say It's Not True» / Скажіть, що це неправда               | (цифрове скачування /CD single, 2007) |
| «C-lebrity»                                                 | (цифрове скачування /CD single, 2008) |